# 3. November 1918
Pour plus de détails, voir Fiche technique et Distribution.
3. November 1918 (en français, 3 novembre 1918) est un film autrichien réalisé par Edwin Zbonek, sorti en 1965.
Il s'agit de l'adaptation de la pièce de Franz Theodor Csokor.

## Synopsis
Le film se passe les 2 et 3 novembre 1918, jour de la signature de l'armistice de Villa Giusti, dans un refuge utilisé comme résidence pour les blessés. La maison est enneigée depuis trois semaines.
À minuit, le gardien veille sur le feu et arrache la page du calendrier. L'infirmière fait une dernière visite et trouve tous les hommes endormis. Seul le colonel lit encore dans l'Anabase de Xénophon. Une urgence médicale, la 13e hémorragie de Vanini, interrompt brusquement la nuit. Le docteur juif sauve sa vie et les hommes célèbrent dans la joie, réprimandés par le docteur de ne pas boire autant ; mais ce sont les dernières bouteilles de toute façon.
Les hommes sont de toute la double monarchie austro-hongroise : un Allemand de Carinthie, un Slovène de Krain, un Hongrois d'Arad et un Tchèque de Prague veulent arroser une hémorragie du lieutenant Vanini de Trente ! Après une blague sur l'infirmière, les soldats rêvent de la vie après la guerre et chantent Schwarzbraunen Mädel avant de dormir. La sœur infirmière Christine est agacée, le médecin veut l'envoyer dans la vallée le matin.
Le lendemain matin, Orvanyi lit un magazine « sur la soupe aux corbeaux ». La sœur part pour la vallée. Le médecin envoie tous les hommes dans les chaises longues, où ils réfléchissent sur leur situation jusqu'à l'heure du déjeuner. Le docteur remarque « Une sorte de maladie des barbelés, Colonel, l'emprisonnement nous mine. » Le colonel exhorte à la discipline. Les autres sont fatigués de la guerre et aspirent à leur patrie.
Au déjeuner, les hommes sont encore plus gais, surtout après que le colonel apporte ses réserves de vin personnelles. On compose une "chanson d'homme" :
« Les hommes ont fait le monde. / Les hommes ont apporté la mort. / Les infirmes et les femmes écorchent et se plaignent, les hommes porteront les croix. »
Et le colonel jure les hommes sur un pays au-dessus des peuples : « du lac de Constance à la porte de fer, de la Tatra jusqu'à la mer, nous le tenons fermement entre nous. Et donc personne ne nous arrachera, pas aujourd'hui et plus jamais ! Notre patrie, camarades ! » Mais la foi des hommes a disparu.
Soudain, on entend un tir d'obusier lointain, les hommes se précipitent devant la maison. Un personnage traverse la tempête de neige, le colonel le considère comme un déserteur, Ludoltz veut l'abattre immédiatement, mais Zierowitz empêche le coup. L'homme est arrêté et d'abord interrogé par le colonel seul. Le marin machiniste Piotr Kaciuk, assoiffé et affamé, rapporte le naufrage de son navire, le SMS Viribus Unitis, le 1er novembre dans le port de Pula. Le colonel ne le croit pas. Piotr rapporte également la reddition de la flotte, en lui montrant le drapeau de proue du cuirassé. Le colonel toujours incrédule le déclare arrêté. Piotr répond : « Et au nom de qui, camarade colonel ? (...) L'armée sur laquelle vous comptez n'existe plus aujourd'hui ! »
Le colonel ordonne de restaurer à tout prix la ligne téléphonique interrompue depuis longtemps. Comme les officiers restants ont déjà décidé et ordonné, le colonel se sent snobé. Adam qui garde Piotr lui parle. Lui non plus ne le croit pas que la guerre est finie. Pendant ce temps, la ligne téléphonique peut être réparée. Mais le commandement de Villach n'existe plus, répond-on de Ljubljana en slovène. Zierowitz est le premier à comprendre, tandis que les autres ne veulent toujours pas admettre la situation : « Vous vivez dans une carcasse et prétendez qu'il était encore en vie ! ».
Au refuge, Piotr explique le cours de la fin de la guerre en coupant progressivement les zones perdues à l'Empire de la carte. Seule l'Autriche reste. Certains comprennent, mais la plupart insistent que Piotr ment, doit mentir. Kaminski demande la permission, il veut mourir dans sa patrie. Le colonel renvoie lui et le médecin. Le colonel hisse le drapeau déchiqueté du Viribus Unitis devant la maison - seul Ludoltz le suit en hommage. Piotr et Adam descendent ensemble la vallée.
La cohésion des six officiers restants s'effondre - comme l'Empire. Le colonel se tourne vers les officiers avec un dernier appel, mais finit par les laisser décider de ce qu'il faut faire ensuite et dire au revoir à l'honneur. Pendant que les autres discutent encore, un coup de feu est tiré, le colonel est mort. Il est enterré, avec comme linceul le drapeau du Viribus Unitis. Les hommes disent « au revoir à la terre de la Hongrie, à la terre de la Pologne, à la terre de la Carinthie, à la terre slovène, au sol tchèque, au sol italien » et enfin le docteur au « sol d'Autriche ».
Tout le monde se prépare à la descente dans la vallée - à l'exception du Slovène et du Carinthien, dont le discours éclaire de plus en plus le nazisme. Après le départ de Zierowitz, Ludoltz reste le seul avec sa mitraillette. À minuit, le film se termine par une rafale de Ludoltz vers une destination inconnue.

## Fiche technique
- Titre : 3. November 1918
- Réalisation : Edwin Zbonek assisté d'Otto Stenzel
- Scénario : Franz Theodor Csokor
- Musique : Carl de Groof
- Direction artistique : Werner Schlichting
- Costumes : Anton Kocma, Grete Volters (de)
- Photographie : Rudolf Sandtner
- Son : Hans Riedl
- Montage : Paula Dvorak
- Production : Walfried Menzel
- Sociétés de production : Neue Thalia-Film
- Société de distribution : Filmzentrum
- Pays d'origine :  Autriche
- Langue : allemand
- Format : Noir et blanc - 2,35:1 - Mono - 35 mm
- Genre : drame
- Durée : 97 minutes
- Dates de sortie :
  -  Autriche : 3 novembre 1965.
  -  Allemagne : 3 novembre 1968.

## Distribution
- Erik Frey : Colonel von Radosin
- Erich Auer : Rittmeister Orvanyi, Hongrois d'Arad (Roumanie)
- Walter Kohut : Oberleutnant Ludoltz, Allemand du duché de Carinthie
- Peter Weihs (de) : Oberleutnant von Kaminski de Cracovie
- Hugo Gottschlich : Josip, soldat de l'infanterie
- Wolfgang Gasser (de) : Oberleutnant Zierowitz, Slovène de Carniole
- Peter Matić : Lieutenant Vanini de Trente
- Hanns Obonya : Lieutenant Sokal
- Walter Pfeil : Le médecin militaire Dr Grün
- Fritz Muliar : Le Zugführer Adam Geitinger de Hernals
- Kurt Sowinetz : Le machiniste Piotr Kaciuk de Klausenburg
- Ingrid Kohr : La sœur infirmière Christina